# 镇静
镇静（英語：sedation）是通过给予镇静药来减少及避免烦躁或情绪激动，通常是为了医疗目的。可用于镇静的药物包括异氟烷、乙醚、异丙酚、依托咪酯、氯胺酮、戊巴比妥、劳拉西泮和咪达唑仑等。 

## 医疗用途
镇静通常用于微创或无创手术，例如内窥镜检查、输精管结扎术及牙科手术，如组织重建手术、整容手术、拔除智齿。牙科镇静方法包括吸入镇静（使用一氧化二氮，即笑气）、口服镇静和静脉内镇静。镇静亦用于高度焦虑等症候的患者。 
重症监护病房（ICU）也广泛使用镇静剂，以便于使用机械辅助呼吸的患者能够耐受气管中的气管插管。

## 风险
有研究指出镇静占手术相关并发症的 40% 到 50%。 气道阻塞、呼吸停止和低血压经常在镇静过程中出现，这会需要经过培训的医护人员在场才能发现并处理这些症状。除了减缓呼吸外，风险还包括超出预期的镇静水平、术后嗜睡以及对镇静药物产生不良反应。 并发症也可能包括穿孔、出血和反射性晕厥。 为了避免这些镇静风险，医护人员们会在镇静前进行全面的评估。
镇静前风险评估包括镇静前病史和身体检查报告，其重点是找出患者出现潜在风险的可能并提前预防。 这个过程还可以表明患者是否需要延长镇静期或额外的治疗程序。 